# Плотников, Сергей Викторович (хоккеист)
Сергей Викторович Плотников (род. 7 апреля 1975, Тольятти, Куйбышевская область) — российский хоккеист, защитник. Тренер.

## Биография
Воспитанник тольяттинского «Торпедо». В МХЛ и РХЛ провёл шесть сезонов в составе шести команд — «Лада» (1992/93, 1 матч), «Трактор» Челябинск и «Кристалл» Саратов (1995/96), ХК ЦСКА (1996/97), «Молот-Прикамье» Пермь (1997/98 — 1998/99),} «Торпедо» Ярославль (1999/2000).
Также играл за команды «Лада-2» (1993/94 — 1995/96), «Надежда» Челябинск и ЦСКА-2 (1995/96), «Торпедо-2» Ярославль (1999/2000), «Воронеж» Буран (2000/01), ЦСК ВВС Самара (2001/02).
Детский тренер в хоккейных школах «Волгарь» Тольятти (2012—2015), «Юность» Минск (2017—2019), «Спартак» Москва (2019—2020), «Красная звезда» СПб (2020—2021).